# Agraciada
Agraciada ist eine Ortschaft in Uruguay.

## Geographie
Agraciada befindet sich auf dem Gebiet des Departamento Colonia in dessen Sektor 8. Dort grenzt der Ort an die nördlich verlaufende Grenze zum Nachbardepartamento Soriano, in dessen Sektor 4 sich ebenfalls ein Teil des Ortes befindet. Westlich Agraciadas haben die Flüsse Arroyo de la Agraciada, Arroyo Agraciada Chico, Arroyo del Sauce, Yerba Buena und del Sauce ihre Quelle. Die Gebiete nord- bzw. südöstlich der Stadt werden als Cuchilla San Salvador und Cuchilla del Sauce bezeichnet. Einige Kilometer entfernt im Südwesten liegt die Stadt Nueva Palmira.

## Geschichte
Am 28. Juni 1939 wurde Agraciada durch das Gesetz Nr. 9.839 als „Pueblo“ erfasst.

## Einwohner
Agraciada bewohnten zum Zeitpunkt der Volkszählung 2011 insgesamt 596 Einwohner, davon 394 in Soriano (189 männliche und 205 weibliche) und 192 (99/93) in Colonia. Bei der Volkszählung im Jahr 2004 hatte der Ort 220 Einwohner im Departamento Colonia und 389 Einwohner im Departamento Soriano. Die Gesamteinwohnerzahl betrug somit seinerzeit 609.
| Jahr | Einwohner |
| ---- | --------- |
| 1908 | 2.133     |
| 1963 | 588       |
| 1975 | 638       |
| 1985 | 563       |
| 1996 | 598       |
| 2004 | 609       |
| 2011 | 596       |

Quelle: Instituto Nacional de Estadística de Uruguay